# أدريان روبنسون
أدريان روبنسون (بالإنجليزية: Adrien Robinson)‏ هو لاعب كرة قدم أمريكية أمريكي، ولد في 23 سبتمبر 1988 في إنديانابوليس في الولايات المتحدة.

## وصلات خارجية
- أدريان روبنسون على موقع مرجع كرة القدم المحترفة.كوم (الإنجليزية)